# Daszdzewegijn Oczirsüch
Daszdzewegijn Oczirsüch (mong. Дашзэвэгийн Очирсүх; ur. 7 grudnia 1977) – mongolski biegacz narciarski, olimpijczyk.
W Nagano wziął udział w biegu na 10 kilometrów, w którym zajął 90. miejsce.